# Once in Royal David's City

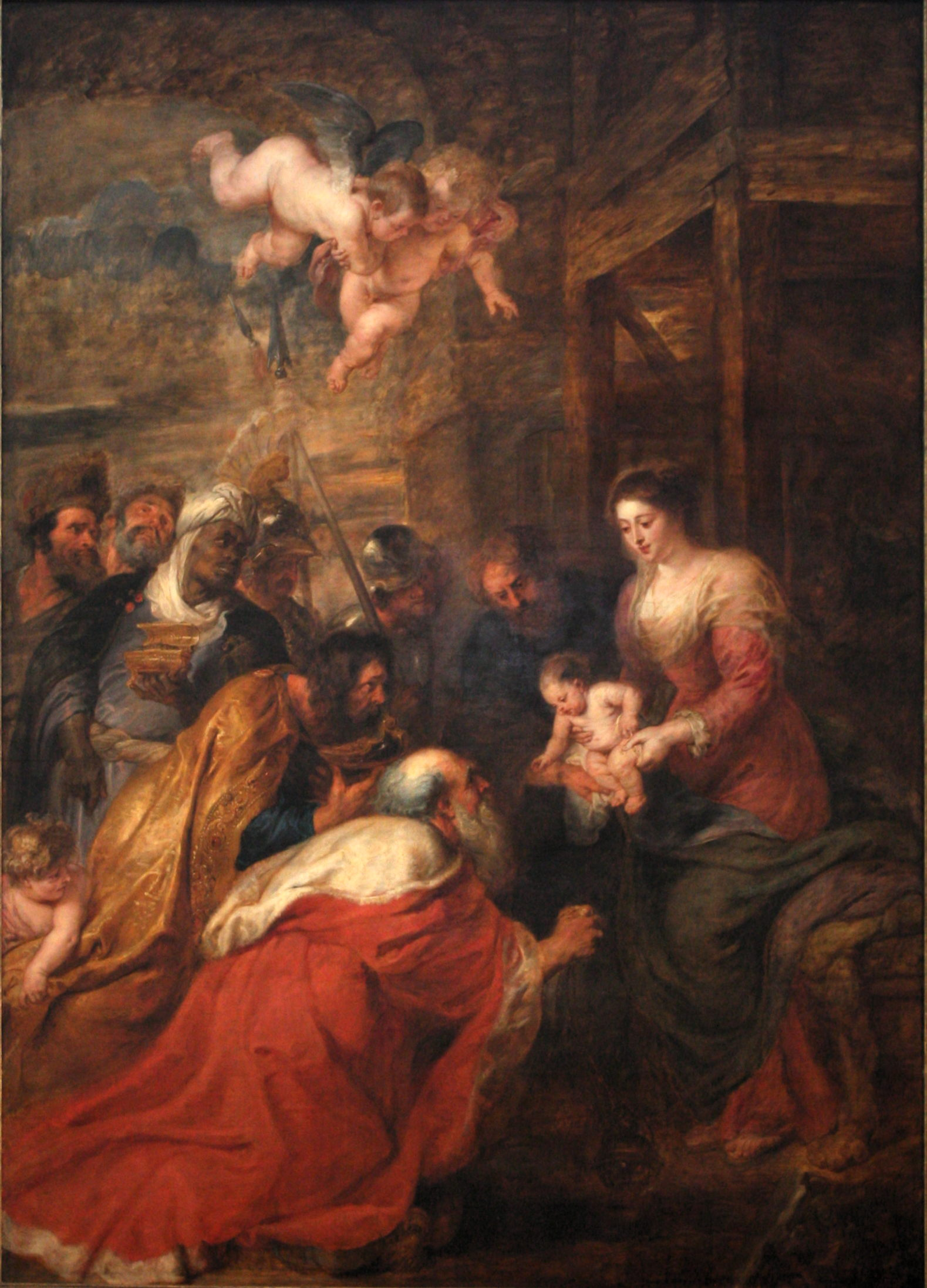
Pierre Paul Rubens, Adoration des Mages, 1633-1634, huile sur toile, Cambridge, King's College Chapel.

« Once in Royal David's City » (Il était une fois dans la ville du roi David) est un chant de Noël anglais.

## Historique
Il s'agissait initialement d'un poème écrit par Cecil Frances Alexander. Le chant a été publié la première fois en 1848 dans le recueil d'hymnes de Miss Cecil Humphreys : Hymns for little Children. Une année plus tard, l'organiste anglais Henry John Gauntlett (en) découvre le poème et le met en musique. Cecil Alexander est également connue pour son hymne All Things Bright and Beautiful.

## Nine Lessons and Carols
Depuis 1919, le festival Nine Lessons and Carols (en) à la King's College Chapel de Cambridge début son service du réveillon de Noël par l'arrangement de Arthur Henry Mann, en tant que Processional hymn (en). Mann a été organiste de la chapelle de 1876 à 1929. Dans son adaptation, la première strophe est chantée par un soliste du chœur de King's college, la deuxième par l'ensemble du chœur auquel se joignent les fidèles pour le reste de l'hymne. À l'exception de la première strophe, les chanteurs sont accompagnés par l'orgue. Ce chant de Noël est le premier enregistrement du chœur de King's College fait pour EMI, sous la direction de Boris Ord, en 1948.

## Version française
Ce chant de Noël a été adapté en français par Claude Duchesneau sous le titre "La voici, la nuit de Dieu" (Chant noté de l'assemblée F256).

## Texte
| Once in royal David's city Stood a lowly cattle shed, Where a mother laid her baby In a manger for His bed: Mary was that mother mild, Jesus Christ her little child. He came down to earth from heaven, Who is God and Lord of all, And His shelter was a stable, And His cradle was a stall; With the poor, and mean, and lowly, Lived on earth our Savior Holy. And through all His wondrous childhood He would honor and obey, Love and watch the lowly Maiden, In whose gentle arms He lay: Christian children all must be Mild, obedient, good as He. | For He is our childhood's pattern; Day by day, like us He grew; He was little, weak and helpless, Tears and smiles like us He knew; And He feeleth for our sadness, And He shareth in our gladness. And our eyes at last shall see Him, Through His own redeeming love; For that Child so dear and gentle Is our Lord in heaven above, And He leads His children on To the place where He is gone. Not in that poor lowly stable, With the oxen standing by, We shall see Him; but in heaven, Set at God's right hand on high; Where like stars His children crowned All in white shall wait around. |